# Epiplema cerataria
Epiplema cerataria är en fjärilsart som beskrevs av Walker 1861. Epiplema cerataria ingår i släktet Epiplema och familjen Uraniidae. Inga underarter finns listade i Catalogue of Life.